# Chassan Issaew
Chassan Issaew (bulgarisch Хасан Исаев; * 9. November 1952 in Bisserzi) ist ein ehemaliger bulgarischer Ringer. Er war 1976 Olympiasieger im Papiergewicht bis 48 Kilogramm.

## Leben
Bei den Ringer-Europameisterschaften 1973 in Lausanne wurde er zum ersten Mal Europameister im Freistilringen in der Gewichtsklasse bis 48 Kilogramm. 1975 konnte er diesen Erfolg in Ludwigshafen am Rhein wiederholen. Bei den Ringer-Weltmeisterschaften 1974 wurde er in Teheran Weltmeister. Den Titel konnte er 1975 in Minsk verteidigen. Bei den Olympischen Sommerspielen 1976 in Montreal gewann er in dieser Gewichtsklasse die Goldmedaille.	